# Чарльз Райснер
Чарльз «Чак» Райснер (англ. Charles «Chuck» Reisner; 14 вересня 1887, Міннеаполіс, Міннесота, США — 24 березня 1962, Ла-Йолла, Каліфорнія, США) — американський кінорежисер і актор 1920-х і 1930-х років.
Американський режисер німецького походження, який зняв понад 60 фільмів між 1920 і 1950 рр., він знімався разом з Чарлі Чапліном у фільмі Собаче життя (1918) і Малюк (1921). В 1930 році під керівництвом MGM він зняв фільм У гонитві за веселкою, в якому знімалися актори Бессі Лав і Чарльз Кінг.

## Біографія
Чарльз Райснер почав свою кар'єру як професійний боксер. В 1915 році він розпочав свою кінокар'єру у фільмі Його перший невірний крок, з Честером Конкліном в головній ролі. До 1925 року Райснер грав другорядні ролі, принаймні в 30 фільмах, в основному в короткометражних кінокомедіях.
В середині 1920-х років він покинув свою роботу як актор і працював виключно як режисер. Першим великим фільмом Райснера був Пароплавний Білл (1928) з Бастером Кітоном у головній ролі, яка в даний час розглядається як шедевр.
Він помер від серцевого нападу 24 березня 1962 року у віці 75 років, в місті Ла-Йолла, Каліфорнія.

## Фільмографія

### Режисер
- Чемпіон програв / A Champion Loser (1920)
- Пральня / The Laundry (1920)
- Простий і солодкий / Simple and Sweet (1921)
- Його щеняча любов / His Puppy Love (1921)
- Вона: суцільний провал / Won: One Flivver (1921)
- М'які Леви / Stuffed Lions (1921)
- Молокосос / The Greenhorn (1921)
- Безсонячна неділя / Sunless Sunday (1921)
- Зламані весільні дзвони / Cracked Wedding Bells (1923)
- Поки султан / So Long Sultan (1923)
- Чоловік в коробці / The Man on the Box (1925)
- Мисливець за приданим / The Fortune Hunter (1927)
- Що кожна дівчина повинна знати / What Every Girl Should Know (1927)
- Відсутній зв'язок / The Missing Link (1927)
- Пароплавний Білл / Steamboat Bill, Jr. (1928)
- Братська любов / Brotherly Love (1928)
- Галасливі сусіди / Noisy Neighbors (1929)
- Китайський кордон / China Bound (1929)
- Голлівудське рев'ю 1929 року / The Hollywood Revue of 1929 (1929)
- У гонитві за веселкою / Chasing Rainbows (1930)
- Раптово спійманий / Caught Short (1930)
- Вечірка на день народження Джекі Купера / Jackie Cooper's Birthday Party (1931)
- Скорочення / Reducing (1931)
- Політика / Politics (1931)
- Честолюбний / Flying High (1931)
- Різдвяна вечірка / The Christmas Party (1931)
- Розлучення в сім'ї / Divorce in the Family (1932)
- Свист в темряві / Whistling in the Dark (1933)
- Шеф / The Chief (1933)
- Голлівудська вечірка / Hollywood Party (1934)
- Студентське турне / Student Tour (1934)
- Виграшний квиток / The Winning Ticket (1935)
- Це витає в повітрі / It's in the Air (1935)
- Танцюють всі / Everybody Dance (1936)
- Вбивство в коледжі / Murder Goes to College (1937)
- Софі Ленг їде на захід / Sophie Lang Goes West (1937)
- Карусель Манхеттен / Manhattan Merry-Go-Round (1937)
- Зимовий карнавал / Winter Carnival (1939)
- Алекс в країні чудес / Alex in Wonderland (1940)
- Універмаг / The Big Store (1941)
- Цього разу назавжди / This Time for Keeps (1942)
- Познайомтеся з людьми / Meet the People (1944)
- Загублені в гаремі / Lost in a Harem (1944)
- Мандрівна продавчиня / The Traveling Saleswoman (1950)

### Актор
- Його перший невірний крок / His First False Step (1916)
- Його брехливе серце / His Lying Heart (1916)
- Собаче життя/ A Dog's Life (1918)
- Задоволення дня / A Day's Pleasure (1919)
- Малюк / The Kid (1921)
- Простий і солодкий / Simple and Sweet (1921)
- Його щеняча любов / His Puppy Love (1921)
- Вона: суцільний провал / Won: One Flivver (1921)
- М'які Леви / Stuffed Lions (1921)
- Хороший Роб / Rob 'Em Good (1923)
- Пілігрим / The Pilgrim (1923)
- Увірвавшись в суспільство / Breaking Into Society (1923)
- Зламані весільні дзвони / Cracked Wedding Bells (1923)
- Поки султан / So Long Sultan (1923)
- Її тимчасовий чоловік / Her Temporary Husband (1923)
- Завойовуй свій шлях / Winning His Way (1924)
- Боротися і перемагати / Fight and Win (1924)
- Приведіть його / Bring Him In (1924)
- Правосуддя крайньої півночі / Justice of the Far North (1925)
- Чоловік в коробці / The Man on the Box (1925)

### Сценарист
- Пральня / The Laundry (1920)
- Простий і солодкий / Simple and Sweet (1921)
- Його щеняча любов / His Puppy Love (1921)
- Вона: суцільний провал / Won: One Flivver (1921)
- М'які Леви / Stuffed Lions (1921)
- Молокосос / The Greenhorn (1921)
- Зламані весільні дзвони / Cracked Wedding Bells (1923)
- Поки султан / So Long Sultan (1923)
- Відсутній зв'язок / The Missing Link (1927)
- У гонитві за веселкою / Chasing Rainbows (1930)
- Честолюбний / Flying High (1931)

### Продюсер
- Виграшний квиток / The Winning Ticket (1935)
- Підставили! / Railroaded! (1947)
- Поховайте мене після смерті / Bury Me Dead (1947)